# Cattedrale di Saint-Étienne (Auxerre)
L'ex cattedrale di Santo Stefano (in francese cathédrale Saint-Étienne) è il principale luogo di culto cattolico di Auxerre, nel dipartimento della Yonne nella regione della Borgogna-Franca Contea, che fu sede vescovile dell'antica diocesi di Auxerre; su di essa insiste la parrocchia di Saint-Germain d'Auxerre.
La chiesa è monumento storico di Francia dal 1840.

## Storia

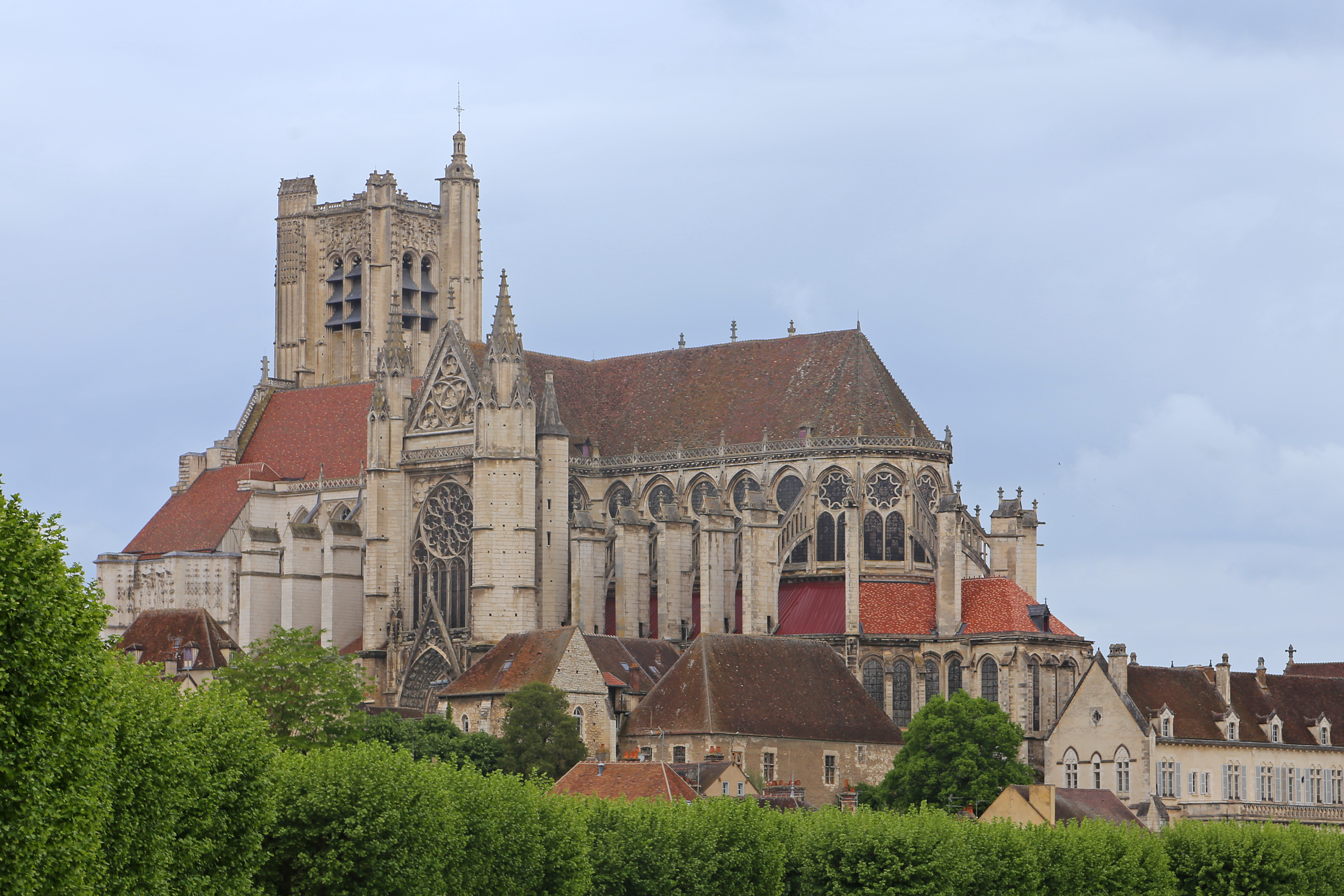
Veduta da sud-est

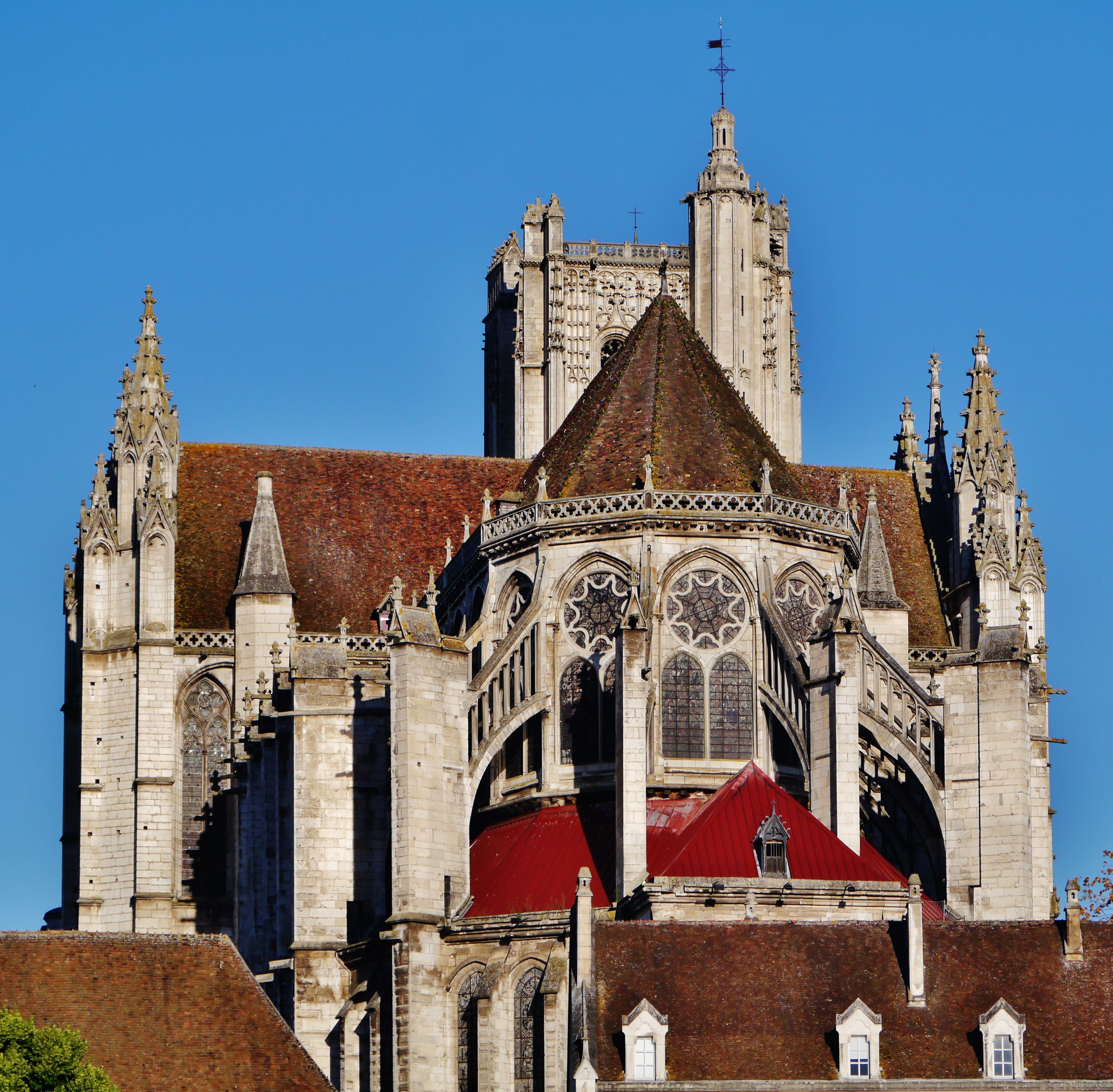
L'abside

La chiesa attuale è la quinta in ordine cronologico a sorgere nel medesimo luogo. L'edificio primitivo venne sostituito con uno più ampio da Amatore, vescovo di Auxerre dal 388 al 418, che il suo successore Desiderio (vescovo dal 605 al 612) dotò di un'abside ornata con un mosaico su fondo oro simile a quello, perduto, fatto realizzare da Siagrio di Autun qualche decennio prima per la sua cattedrale; andò completamente distrutto in un incendio alla fine del IX secolo. La terza chiesa, edificata durante l'episcopato di Erifrido (887-909), fu anch'essa devastata insieme all'attiguo palazzo vescovile dal grande incendio del 1023 che colpì gran parte della città. Il vescovo Hugues di Chalon (999-1039) si fece promotore della costruzione della nuova cattedrale, in stile romanico, che già nel 1029 risultava a buon punto e venne risparmiata dall'incendio del 1035; venne completata solo dopo la sua morte (avvenuta nel 1039) e la chiesa fu dedicata nel 1057; i suoi successori Geoffroy de Champaleman (1052-1076), Norbert de Nevers (1076-1095), Humbaud (1087-114), Guillaume de Toucy (1167-1182) e Hugues de Noyers (1183-1206) si occuparono di portare a termine i campanili, l'apparato decorativo e le vetrate.
Ciò nonostante, lo stato di degrado in cui versava l'edificio romanico, nonché la volontà di adeguare la propria sede vescovile al nuovo stile gotico portarono il vescovo Guillaume de Seignelay a dare inizio, nel 1215, all'edificazione di una nuova cattedrale, per la quale furono riutilizzate le fondazioni (e la cripta) di quella esistente, che venne demolita mano a mano che il cantiere progrediva. I lavori, che iniziarono contemporaneamente nell'area della facciata e in quella dell'abside, andarono a rilento a causa del disinteresse da parte dei successori di Guillaume de Seignelay; tuttavia nel 1235 vennero completate le strutture del coro, le cui vetrate furono messe in opera tra il 1240 e il 1250; alla fine del XIII secolo, la nuova costruzione fu oggetto di lavori di consolidamento che si protrassero fino al 1334; il 9 luglio dello stesso anno la cattedrale, non ancora terminata, venne dedicata dal vescovo di Auxerre Aymeric Genaud. Tra il 1300 e il 1320 fu elevato il braccio meridionale del transetto, tra il 1320 e il 1350 la navata centrale, tra il 1345 e il 1355 le navate laterali e le cappelle (le strutture del lato sud furono portate a termine soltanto nel 1378 a causa della guerra dei cent'anni); nel 1415 iniziarono i lavori per il completamento del transetto, portato a termine durante l'episcopato di Jean III Baillet (1477-1513), nel 1478 quelli per le volte della navata centrale e nel 1500 quelli della facciata occidentale, delle cui due torri previste ne fu portata a termine solo una, quella nord nel 1543. La costruzione, durata più di tre secoli e di fatto mai portata a termine, venne rallentata notevolmente dalle continue difficoltà economiche, che Luigi IX di Francia tentò di arginare nel settembre 1481 con lettere patenti che diedero alla cattedrale privilegi e protezione reale. A escludere qualsiasi possibilità di completamento della torre sud, fu la seconda guerra di religione (1567-1578), durante la quale la città di Auxerre venne presa e saccheggiata dai protestanti, danneggiando anche la cattedrale che fu sottoposta ad un importante restauro di ripristino dal vescovo Jacques Amyot. I lavori vennero sospesi alla morte di quest'ultimo nel 1593, e ripresi soltanto da Pierre de Broc, nominato alla sede di Auxerre nel 1639. Nel 1690 venne distrutto il labirinto, risalente al 1335 circa, mentre nel 1742, nell'ambito dei restauri barocchi che interessarono l'interno dell'edificio per tutto il XVIII secolo, lo jubé rinascimentale del 1523-4 venne sostituito dall'attuale cancellata.
Durante la rivoluzione francese, la cattedrale rimase inizialmente chiusa al culto (dal 1 dicembre 1790 al 15 gennaio 1791), poi venne riaperta e lo stesso comune si interessò di alcuni interventi di manutenzione; con il Terrore, però, fu nuovamente chiusa il 15 novembre 1793, e il 30 dicembre successivo adibita a tempio della Ragione e il coro venne devastato; tuttavia fu evitata la distruzione di vetrate e di parte dell'apparato statuario. Il 29 marzo 1795, domenica delle Palme, la chiesa tornò luogo di culto cattolico ma venne nuovamente chiusa tre anni dopo divenendo, dal 5 settembre 1798, tempio teofilantropico della Fratellanza. Solo dal febbraio 1800 tornò definitivamente al cattolicesimo, dopo un mese in cui, per disposizione del comune, il piedicroce era rimasto adibito per le cerimonie civili, mentre il capocroce per le celebrazioni religiose. Nel 1822 la diocesi di Auxerre venne soppressa da papa Pio VII, e il suo territorio incorporato in quello dell'arcidiocesi di Sens; l'anno successivo lo stesso pontefice concesse all'arcivescovo di fregiarsi anche del titolo di Auxerre.
Per tutto il XIX secolo la chiesa fu oggetto di restauri conservativi e di consolidamento, che proseguirono anche in quello successivo; tra di essi si annoverano quelli della cripta romanica, condotti da Eugène Viollet-le-Duc tra il 1845 e il 1848, e la campagna iniziata nel 1863 sotto la direzione dell'architetto dipartimentale Gervais-Julien Piéplu. La struttura subì lievi danni nel 1870 durante la guerra franco-prussiana, venendo colpita da una dozzina di palle di cannone nemiche, una delle quali centrò una delle vetrate duecentesche della cappella assiale. Una nuova serie di interventi di restauro è stata condotta tra il 2000 e il 2008.

## Descrizione

### Architettura

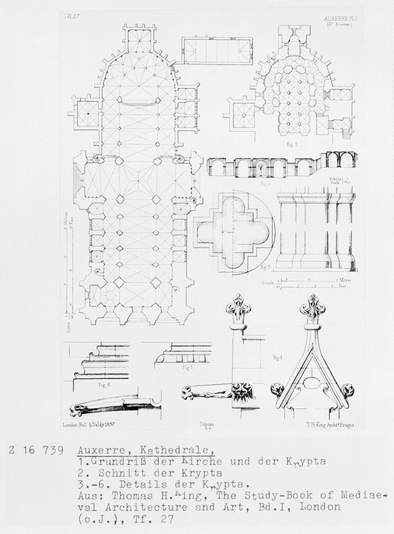
Pianta dell'ex cattedrale e della cripta

L'ex cattedrale di Santo Stefano sorge su un declivio in posizione dominante sul fiume Yonne, non lontana dall'abbazia di San Germano e dall'antico palazzo episcopale, che è la sede della prefettura. L'edificio presenta una pianta a croce latina con aula in gotico radiante, introdotta da un endonartece, a tre navate di cinque campate ciascuna, transetto poco sporgente e coro di cinque campate, importante esempio del gotico degli inizi del XIII secolo, anch'esso articolato in tre navate delle quali le due minori si ricongiungono attorno all'abside semicircolare formando il deambulatorio.
Le principali misure della chiesa sono le seguenti:
| Parametro                                 | Misura |
| ----------------------------------------- | ------ |
| Lunghezza totale                          | 98,5 m |
| Larghezza della navata centrale           | 11,3 m |
| Larghezza delle navate laterali           | 9,6 m  |
| Altezza della volta della navata centrale | 29,5 m |
| Altezza del campanile                     | 65 m   |

### Esterno

#### Facciata occidentale

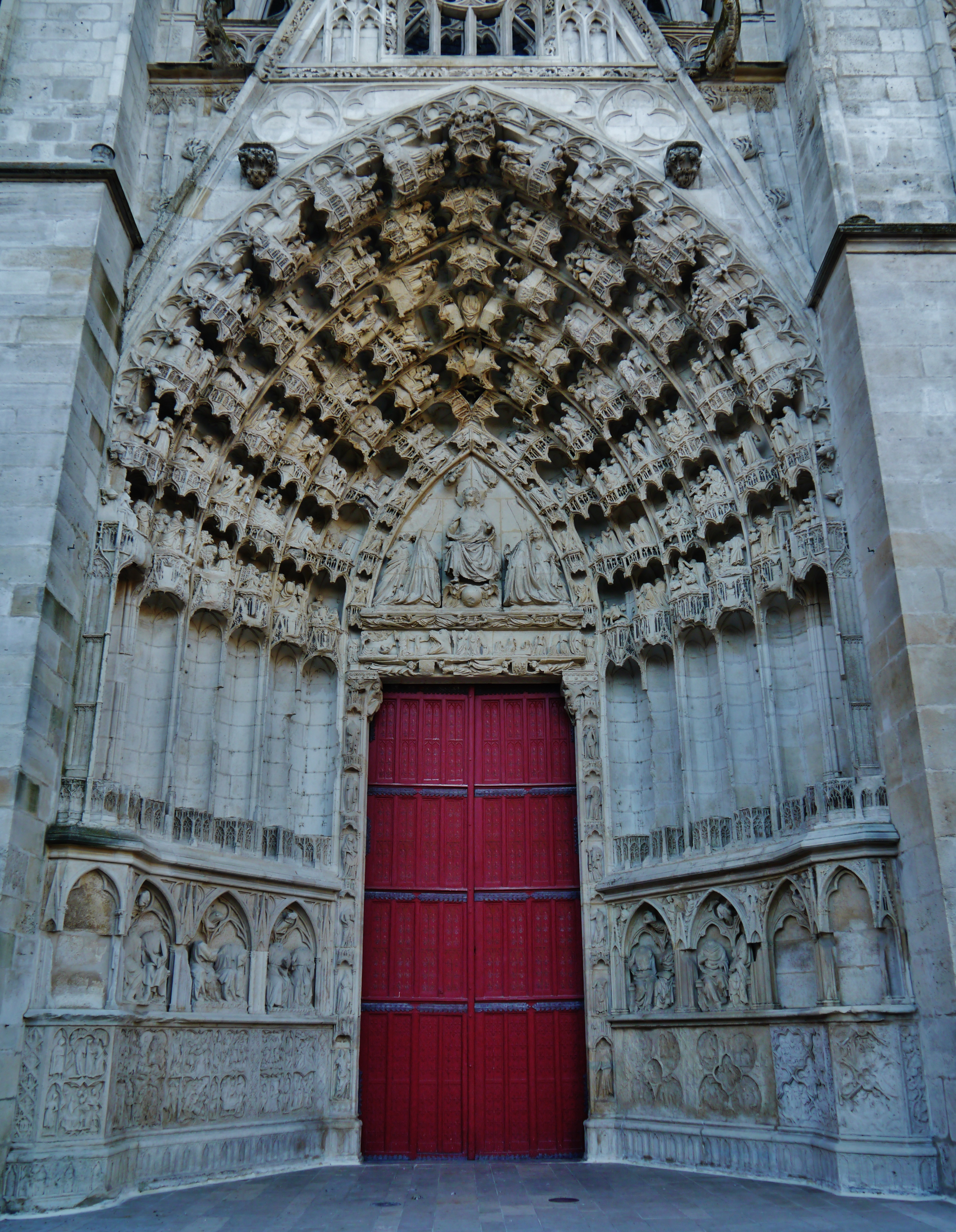
Il portale centrale

La facciata principale dell'ex cattedrale, in gotico flamboyant, è rivolta ad ovest e ripropone la tripartizione interna, essendo separata verticalmente in tre campi da quattro contrafforti aggettanti; risulta incompiuta in quanto dei due campanili simmetrici, quello di sinistra (torre meridionale) non venne mai portato a termine, e la sua costruzione si arrestò a metà del terzo livello.
La parte centrale del prospetto, corrispondente alla navata mediana, reca nella parte inferiore un portale notevolmente strombato, sormontato da una ghimberga, realizzato tra il 1397 e il 1403 ispirandosi a quelli della facciata della Basilica di Saint-Denis. Nello zoccolo dell'intradosso, al di sotto delle dodici nicchie lasciate vuote dalla distruzione delle statue degli Apostoli che esse ospitavano, vi sono la Storia di Giuseppe e la Parabola del figlio prodigo, sormontati da sei bifore che accolgono le figure sedute di Profeti e Sibille; nell'archivolto, scene della vita e del martirio dei relativi apostoli (tratte dal Nuovo Testamento e dallaLegenda Aurea di Jacopo da Varagine), ciascuna delle quali è inserita all'interno di un'elaborata edicola gotica. La porta, i cui stipiti sono ornati con le Vergini sagge e le Vergini stolte, è sormontata da un doppio architrave, dei quali quello inferiore è ornato da angeli che sorreggono due scudi contenenti rispettivamente i gigli dei re di Francia e la Lapidazione di santo Stefano, posti come un duplice patrocinio simbolico; nella lunetta, il Giudizio universale. Peculiarità della decorazione di tale portale, è il fatto che le scene non vanno lette da sinistra a destra ma al contrario, poiché concepite per essere contemplate da chi usciva dalla chiesa dopo le celebrazioni, anziché da coloro che vi entravano. Al di sopra dell'ingresso mediano si apre un'ampia polifora ogivale che inquadra il grande rosone la cui vetrata, realizzata nel XVI secolo da Guillaume Cornanville, raffigura il Concerto celeste. La parte centrale del prospetto termina con un timpano triangolare ornato con motivi architettonici e sormontato da solo metà del camminamento che avrebbe dovuto congiungere le due torri.
In corrispondenza di ciascuna delle navate laterali, si apre un portale analogo per schema compositivo a quello centrale. Quello di destra è dedicato a san Giovanni Battista, scene della cui vita sono rappresentate nella lunetta e nell'archivolto, insieme a quelle dell'Infanzia di Gesù, mentre nelle bifore dello zoccolo, sormontate dalle Arti liberali, trova luogo il Peccato di Davide. L'altro, invece, lo è alla Vergine Maria: sull'architrave ne è raffigurata l'Incoronazione, mentre nell'archivolto vi sono Scene della vita di Gioacchino, Anna e Maria, e alla base della strombatura Episodi della Genesi dalla creazione a Noè.
Delle due torri campanarie previste venne realizzata solo quella di sinistra, completata tra il 1515 e il 1547, la quale è caratterizzata da una massiccia struttura a forma di parallelepipedo alleggerita dai contrafforti angolari, ciascuno dei quali è sormontato da un pinnacolo; a quello nord-orientale è addossata la torretta scalare a base ottagonale, sormontata da una lanterna rinascimentale. La cella, che si apre su ciascun lato con una bifora, ospita un concerto di quattro campane delle quali la maggiore, rifusa più volte, è l'unica che venne risparmiata dalla rivoluzione francese:
| Nome           | Nota | Fonditore             | Anno | Peso    | Diametro |
| -------------- | ---- | --------------------- | ---- | ------- | -------- |
| Thérèse        | Sol2 | Cochois               | 1836 | 4750 kg | 1,93 m   |
| Marguerite     | Si2  | Jean-Claude II Burdin | 1841 | 2500 kg | 1,55 m   |
| Marie-Félicité | Re3  | Jean-Claude II Burdin | 1841 | 1800 kg | 1,32 m   |
| Marie-Anne     | Sol3 | Jean-Claude II Burdin | 1841 | 500 kg  | 1,015 m  |

#### Fiancate e transetto

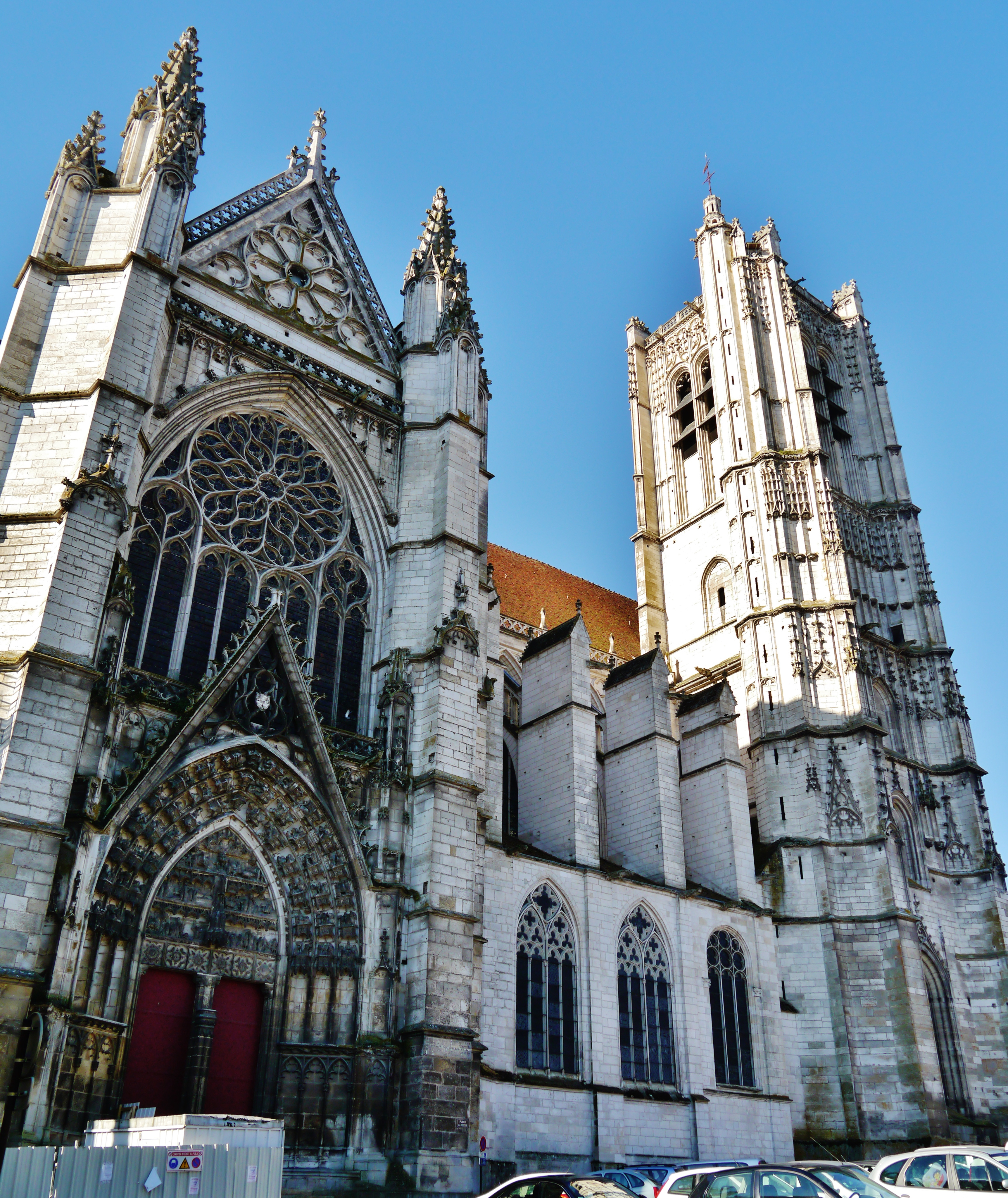
Fianco nord

Le fiancate dell'ex cattedrale sono caratterizzate dalla presenza di archi rampanti traforati, la cui parte superiore ha la funzione di grondaia per lo smaltimento delle acque piovane, le quali vengono poi scaricate mediante doccioni. A lato della prevista torre di destra venne edificata, tra il 1558 e il 1561, la rinascimentale cappella di Nostra Signora delle Virtù, della quale sono tuttora visibili le rovine, in sostituzione dell'omonimo oratorio precedente.
Le due facciate del transetto, realizzate a circa un secolo di distanza l'una dall'altra, ripropongono il medesimo schema compositivo: slanciata struttura a capanna stretta fra due contrafforti aggettanti sormontati da pinnacolo, portale strombato con trumeau e ghimberga, grande polifora e timpano triangolare di coronamento. L'apparato decorativo del portale settentrionale celebra alcuni santi vescovi di Auxerre, tra i quali il protovescovo Pellegrino, Amatore e Germano, la cui statua ornava il pilastro centrale. Le polifore recano vetrate policrome: quelle del transetto di sinistra, realizzate da Germain Michel, sono datate 1528 e rappresentano la Gloria della Vergine (nel rosone), la Santissima Trinità (nella parte superiore) e la Storia di Giuseppe; quelle sul lato opposto risalgono al 1550, sono attribuite a Guillaume Cornaville e raffigurano Dio Padre attorniato dalle schiere celesti (nel rosone) e la Storia di Giuseppe (in basso).
A nord del coro sorge la attuale sacrestia, edificio a due piani risalente alla fine del XII secolo.

### Interno

#### Aula e transetto

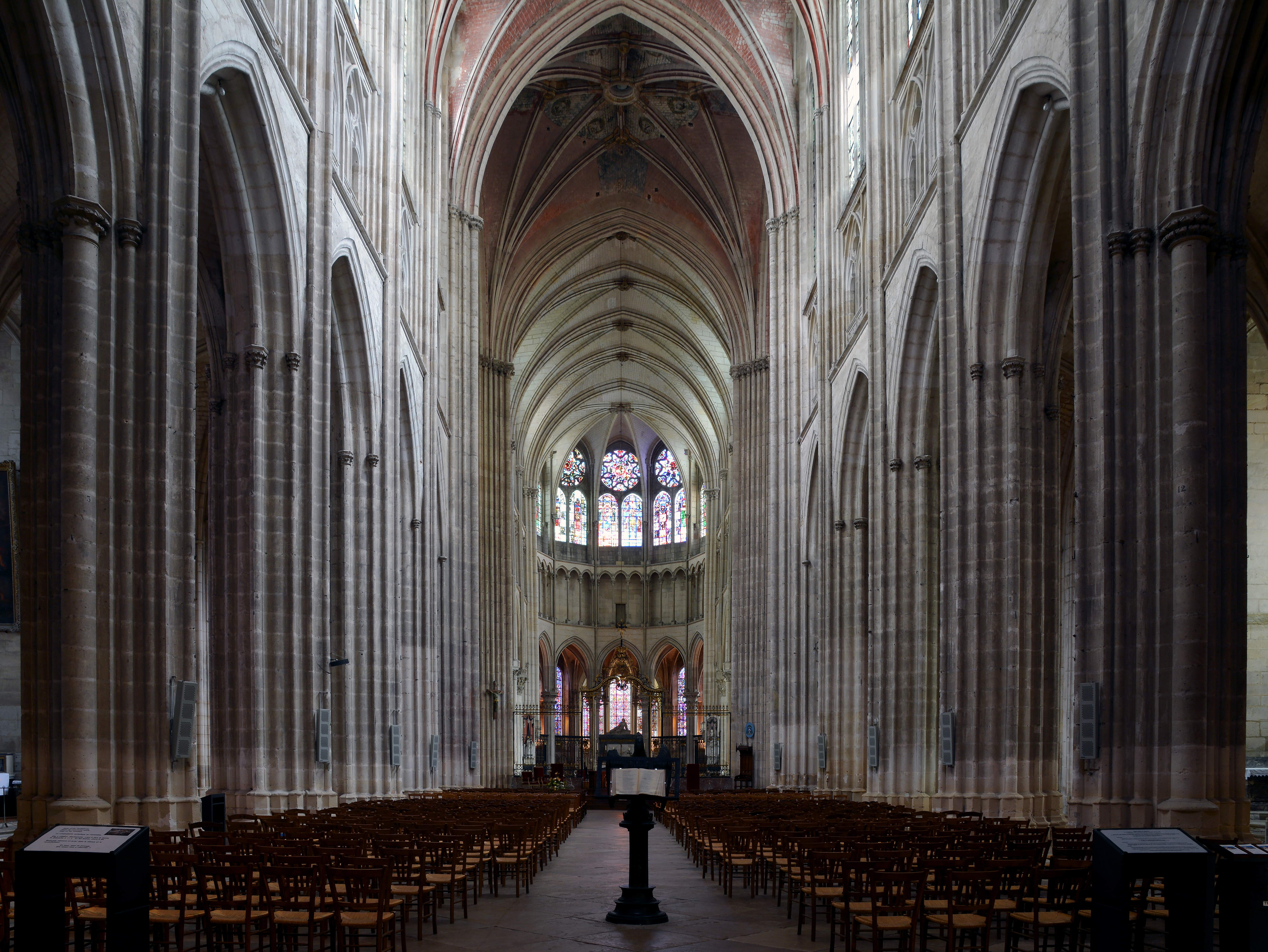
Interno

Nell'aula, coperta con volte a crociera quadripartite, le tre navate sono divise da slanciate arcate ogivali poggianti su pilastri polistili, al di sopra delle quali quella maggiore presenta il triforio (costituito da una coppia di bifore per ciascuna campata) e le quadrifore del cleristorio; in corrispondenza delle ultime quattro campate delle navate laterali si aprono altrettante cappelle, ricavate nello spazio tra i contrafforti probabilmente a partire dal secondo quarto del XIV secolo. La cappella di destra, priva di altare, costituisce l'accesso alla retrostante sacrestia secentesca ed è ornata da un affresco del XVI secolo raffigurante Cristo in croce tra la Vergine e i santi Girolamo, Giovanni Evangelista e Michele; seguono la cappella di San Germano e quella di Sant'Anna (quest'ultima accoglie l'Assunzione di Maria di Jean Restout, 1745); la quarta, originariamente dedicata a san Giorgio, ospita l'organo a canne; le cappelle di sinistra sono intitolate, a partire dall'ingresso, a San Vincenzo, San Giuseppe (con tracce pittoriche parietali al di sotto della quadrifora, e sulla parete di destra una tela della prima metà del XVII secolo con Angeli che adorano il Sacro Cuore), San Pellegrino (sull'altare, il dipinto San Pellegrino evangelizzatore di Auxerre, anch'esso realizzata da Restout nel 1745) e San Sebastiano (con boiserie lignea realizzata nel 1774 per la cappella assiale).
La crociera ospita l'attuale presbiterio, costituito da arredi lignei mobili, nel quale è stata posta nel 2017 la statua gotica della Madonna della Perseveranza, già nell'omonima cappella; alle spalle dell'area si trova la monumentale cancellata in ferro battuto e dorato, opera del fabbro Slodtz che la realizzò nel 1742. Ai lati della crociera, invece, si sviluppano i due bracci del transetto, l'uno coperto con volta a crociera quadripartita (quello di sinistra), l'altro esapartita (quello di destra).

#### Coro e cripta

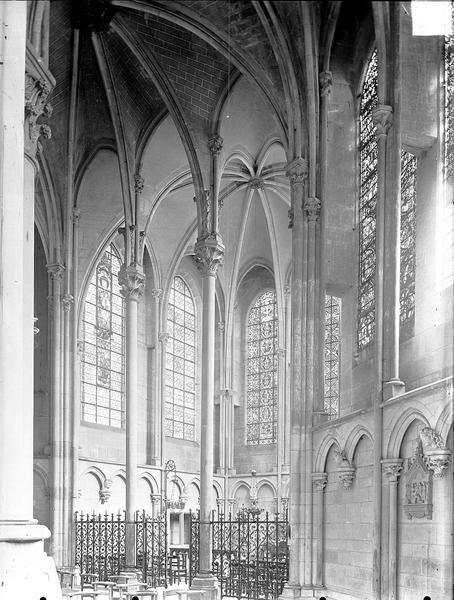
Deambulatorio e cappella assiale in una fotografia storica

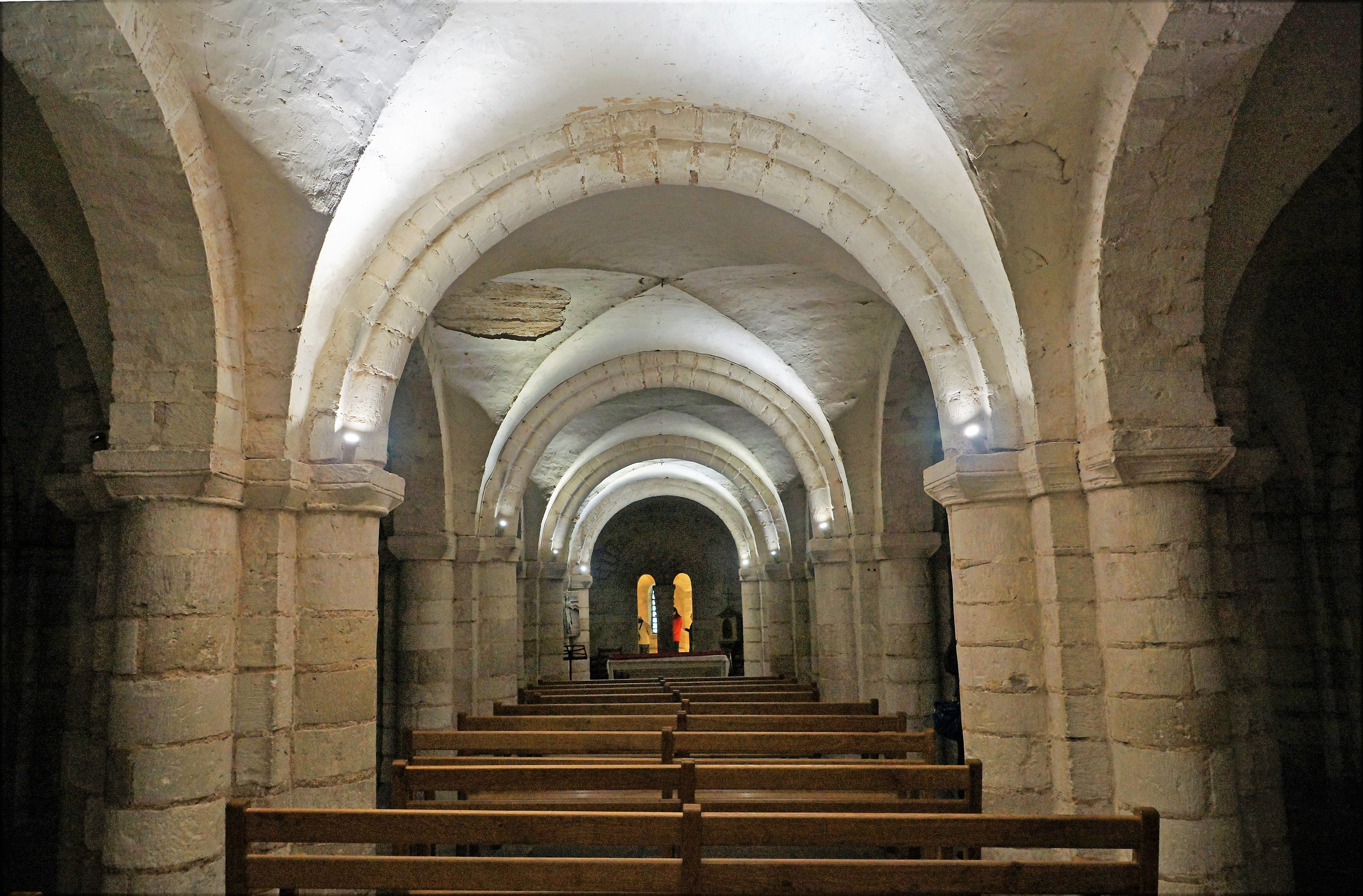
La cripta

Il coro, edificato tra il 1215 e il 1235 avendo come modello quello della cattedrale di Chartres (1194-1220), è il più antico nonché uno dei massimi esempi dell'architettura gotica classica borgognona. Venne preso a modello nell'edificazione di diverse chiese successive, quali la collegiata di Saint-Martin a Clamecy (costruita a partire dal 1215, probabilmente dalle stesse maestranze presenti nel cantiere della cattedrale di Auxerre), il coro di quella di Notre-Dame a Semur-en-Auxois (edificato in due fasi, la prima nel 1220-1225 e la seconda nel XIV secolo) e la chiesa di Notre-Dame a Digione (ricostruita in forme gotiche nella prima metà del XIII secolo).
Il coro si articola in quattro campate e di un emiciclo terminale a sette lati, attorno al quale le navate minori, separate da quella centrale da possenti pilastri cilindrici, si ricongiungono formando il deambulatorio. Il triforio è costituito da una serie di tre (emiciclo) o quattro (navata) archetti poggianti su colonnine, e al di sopra di esso corre un ulteriore camminamento in corrispondenza della base del cleristorio, formato quest'ultimo da ampie bifore. Gli stalli lignei sono del 1574 e sono ornati con misericordie dei secoli XVII e XVIII, mentre l'ancona dell'altare neoclassico reca un bassorilievo marmoreo di Louis-Claude Vassé raffigurante la Lapidazione di santo Stefano (1768). Sui due pilastri polistili posti all'ingresso dell'abside, vi sono i monumenti funebri dei vescovi Jacques Amyot (morto nel 1593, a sinistra) e Nicolas Colbert (morto nel 1676, a destra).
La parete esterna del deambulatorio presenta, al di sotto del livello delle finestre, un camminamento sopraelevato continuo che prosegue anche nell'unica cappella, sorta come sepoltura dei conti di Chastellux: quest'ultima è situata lungo l'asse longitudinale della chiesa, è dedicata alla Vergine Maria (originariamente lo era a sant'Alessandro) e vi si accede tramite tre archi sorretti da due sottili colonne; sull'altare, la statua di Nostra Signora delle Virtù, proveniente dall'omonima cappella e risalente al 1580. Delle cappelle che si aprivano lungo la navata meridionale del coro, isolate rispetto alla chiesa, rimangono quelle poste in corrispondenza delle campate seconda, terza e quarta, intitolate rispettivamente a san Pietro (attuale penitenzieria), santa Caterina d'Alessandria (che custodisce il tesoro, con affresco trecentesco del Martirio di santa Caterina) e al Sacro Cuore di Gesù (già a san Germano, con boiserie lignea del XVII secolo dovuta alla sua funzione di sacrestia del vescovo, e le copie della Vocazione di Paolo di Peter Paul Rubens e del Buon Pastore di Philippe de Champaigne). Nella terza campata nord del deambulatorio vi è un dipinto su tavola raffigurante la Lapidazione di santo Stefano, di Félix Chrétien (1550). Il ciclo di vetrate policrome del deambulatorio e della cappella assiale risale alla metà XIII secolo (con integrazioni successive) e rappresenta scene tratte dalla Bibbia e dalla vita di alcuni santi; le tre vetrate della parete orientale della cappella della Vergine raffigurano Scene della vita di Maria (al centro, del 1881), l'Albero di Iesse (a sinistra, del 1879) e Scene della vita di San Teofilo (a destra, del XIII secolo).
Al di sotto del coro si sviluppa la cripta romanica, unica vestigia della cattedrale romanica costruita a partire dal 1023 da Hugues de Chalon. Essa è costituita da un vano centrale absidato diviso da pilastri quadrilobi in tre navatelle di sei campate ciascuna, cinto su tre lati da un corridoio al quale si accede dal lato meridionale e sul quale si apre la cappella della Santissima Trinità, posta in corrispondenza di quella assiale della chiesa soprastante. Quest'ultima presenta un ciclo di affreschi raffigurante Cristo a cavallo tra le milizie angeliche (sulla volta, fine XI secolo-inizi XII), Cristo in maestà con i simboli degli Evangelisti (nel catino absidale, della fine del XIII secolo) e tracce di San Michele che combatte con il drago (sulla parete di destra). Lacerti di decorazione pittorica sono presenti anche sulla volta del corridoio.

### Organi a canne

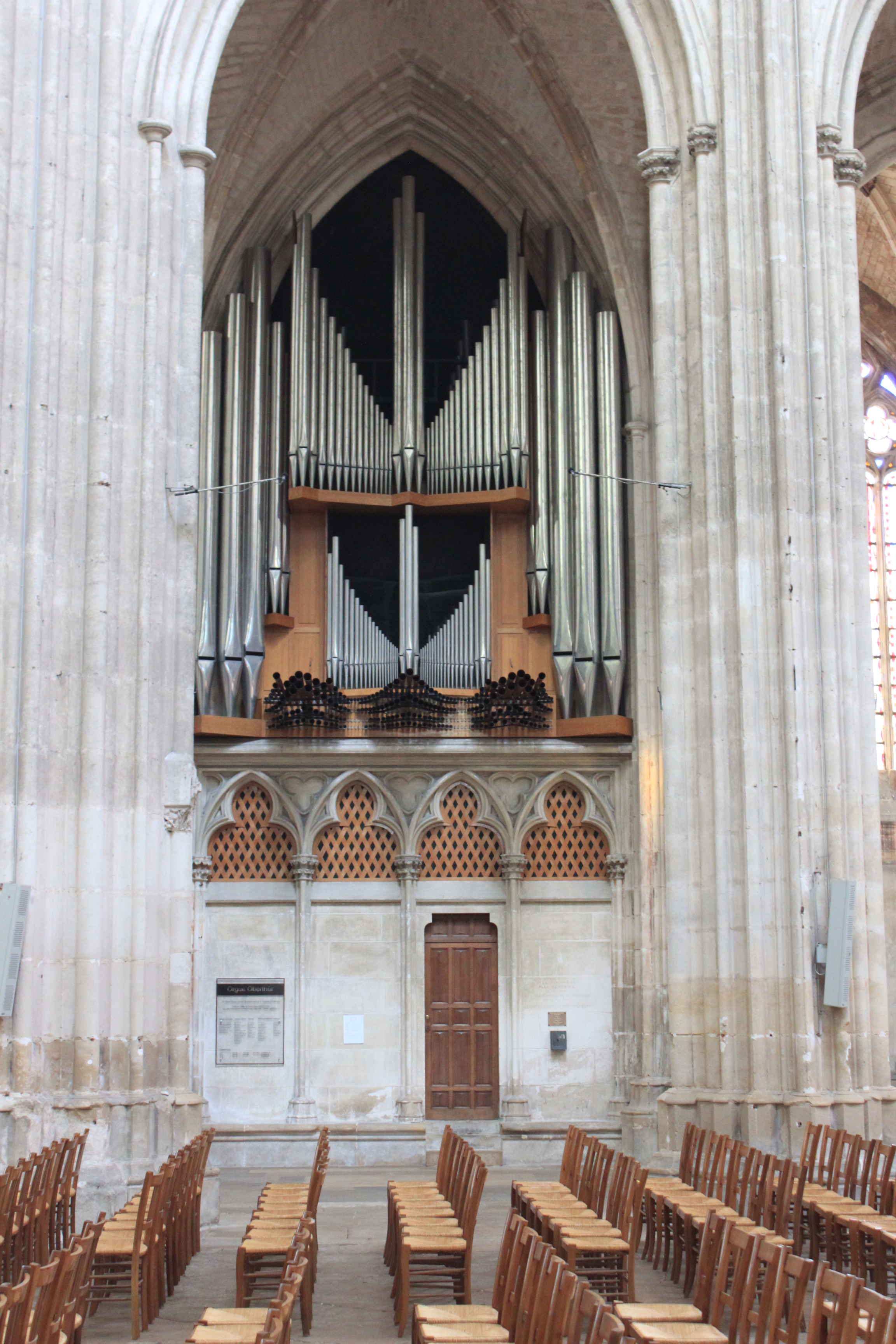
L'organo maggiore

L'organo maggiore dell'ex cattedrale è stato costruito nel 1986 da Dominique Oberthür ed è situato nell'ultima cappella laterale di destra con un doppio prospetto: quello principale verso la navatella e quello laterale verso il transetto. Lo strumento attuale è stato realizzato riutilizzando parte del materiale fonico di quello precedente, costruito dalla ditta Anneessens nel 1901 e dotato di 47 registri, modificato nel 1952 da Gutschenritter; questo era stato a sua volta realizzato in sostituzione di un organo costruito nel 1591 da Jean-François Lépine e più volte rimaneggiato nel corso dei secoli, che venne venduto alla chiesa di Saint-Pierre a Toucy ove si trova tuttora.
L'organo attuale, impiegato nel corso degli anni per rassegne cui hanno partecipato organisti di fama internazionale, è caratterizzato dai numerosi registri en chamade (6 su 47), le cui canne sono disposte in tre gruppi nella parte inferiore del prospetto principale. Il sistema di trasmissione è misto, meccanico con tiranti in fibra di carbonio per i manuali e il pedale, elettrica per i registri; la consolle, dotata di quattro manuali e pedale, è collocata nel locale sottostante il corpo fonico, invisibile dalla chiesa.
Nel coro si trova un secondo strumento, costruito nel 1850 da Jean-Frédéric Verschneider; esso è racchiuso entro una cassa lignea in stile neogotico ed è situato a pavimento, al di sotto della seconda arcata di destra; dispone di 9 registri.